# Larisa Berezhnaya
Larisa Berejnaïa – en ukrainien : Лариса Бережна, et en anglais : Larisa Berezhnaya, la forme la plus souvent utilisée – (née le 28 février 1961) est une ancienne athlète ayant représenté l'Union soviétique puis l'Ukraine, spécialiste du saut en longueur.

## Palmarès

### Championnats du monde d'athlétisme
- Championnats du monde d'athlétisme 1991 à Tokyo,  Japon
  -  Médaille de bronze du saut en longueur
- Championnats du monde d'athlétisme 1993 à Stuttgart,  Allemagne
  -  Médaille d'argent du saut en longueur

### Championnats du monde d'athlétisme en salle
- Championnats du monde d'athlétisme en salle 1989 à Budapest,  Hongrie
  -  Médaille de bronze du saut en longueur
- Championnats du monde d'athlétisme en salle 1991 à Séville,  Espagne
  -  Médaille d'or du saut en longueur

### Championnats d'Europe d'athlétisme en salle
- Championnats d'Europe d'athlétisme en salle 1992 à Gênes,  Italie
  -  Médaille d'or du saut en longueur